# Mercedes F1 W03
Mercedes W03 je vůz formule 1 týmu Mercedes AMG Petronas F1 nasazený pro rok 2012. Jezdili v něm Němci Michael Schumacher a Nico Rosberg. Monopost byl představen 16. února 2012.